# 星野リゾート・リート投資法人
星野リゾート・リート投資法人（ほしのリゾート・リートとうしほうじん、英: Hoshino Resorts Reit, Inc.）は、東京都中央区にある投資法人。

## 概要
星野リゾート・リート投資法人はホテル、旅館及び付帯施設に対する投資を行うホテル特化型のREIT（不動産投資信託）である。上場日は2013年7月12日。
投資対象は星野リゾートグループが運営するホテル、旅館及び付帯施設であるが、なかでも星野リゾートグループの中核である「星のや」「星野リゾート 界」「星野リゾート リゾナーレ」の3つのブランドへの投資が主である。またソラーレ ホテルズ アンド リゾーツが運営するチサンホテルズもポートフォリオに組み入れている。

## 資産運用会社
株式会社星野リゾート・アセットマネジメント

## 沿革
- 2013年
  - 2月28日 - 設立企画人（株式会社星野リゾート・アセットマネジメント）による投信法第69条第1項に基づく本投資法人の設立に係る届出
  - 3月6日 - 投信法第166条に基づく本投資法人の設立の登記、本投資法人の成立
  - 3月25日 - 投信法第188条に基づく本投資法人の登録の申請
  - 4月10日 - 内閣総理大臣による投信法第187条に基づく本投資法人の登録の実施（登録番号 関東財務局長 第84号）
  - 7月12日 - 東京証券取引所 不動産投資信託証券市場に上場 (銘柄コード：3287）[2]

## ポートフォリオ一覧
2021年6月15日現在、取得価格1,656億円、63物件、客室数7,661室

### 星野リゾートグループ運営物件
- 星のや 軽井沢 - 長野県北佐久郡
- 星のや 京都 - 京都府京都市西京区
- 星のや富士
- 星のや竹富島
- リゾナーレ 八ヶ岳 - 山梨県北杜市
- リゾナーレ熱海
- 界 松本 - 長野県松本市
- 界 出雲 - 島根県松江市
- 界 伊東 - 静岡県伊東市
- 界 箱根 - 神奈川県足柄下郡
- 界 阿蘇 - 大分県玖珠郡
- 界 川治 - 栃木県日光市
- 界 鬼怒川
- 界 加賀
- 界 アルプス
- 界 遠州
- 界 長門
- OMO7 旭川
- 西表島ホテル
- BEB5 軽井沢

### 星野リゾートグループ以外による運営物件
- チサンイン 福島西インター - 福島県
- チサンイン 岩手一関インター - 岩手県
- チサンイン 佐野藤岡インター - 栃木県
- チサンイン 千葉浜野R16 - 千葉県
- チサンイン 宇都宮鹿沼 - 栃木県
- チサンイン ひたちなか - 茨城県
- チサンイン 土浦阿見 - 茨城県
- チサンイン 塩尻北インター - 長野県
- チサンイン 諏訪インター - 長野県
- チサンイン 豊川インター - 愛知県
- チサンイン 福井 - 福井県
- チサンイン 新潟中央インター - 新潟県
- チサンイン 甲府石和 - 山梨県
- チサンイン 軽井沢 - 長野県
- チサンイン 姫路夢前橋 - 兵庫県
- チサンイン 丸亀善通寺 - 香川県
- チサンイン 倉敷水島 - 岡山県
- チサンイン 鳥栖 - 佐賀県
- チサンイン 熊本御幸笛田 - 熊本県
- チサンイン 大村長崎空港 - 長崎県
- チサンイン 宗像 - 福岡県
- カンデオホテルズ茅野
- カンデオホテルズ福山
- カンデオホテルズ佐野
- カンデオホテルズ亀山
- コンフォートホテル函館
- コンフォートホテル苫小牧
- コンフォートホテル呉
- チサンイン 鹿児島谷山
- ANAクラウンプラザホテル広島
- ANAクラウンプラザホテル金沢
- ANAクラウンプラザホテル富山
- グランドプリンスホテル大阪ベイ
- ザ・ビー 赤坂
- ザ・ビー 三軒茶屋
- ザ・ビー 名古屋
- ザ・ビー 神戸
- クインテッサホテル大阪心斎橋
- ホテル･アンドルームス大阪本町
- ホテル日航高知旭ロイヤル
- ソルヴィータホテル那覇
- グランドハイアット福岡

## 株主優待
星野リゾート・リート投資法人は投資主優待制度を導入していた。
毎年4月末日（基準日）ならびに10月末日（基準日）に、本投資法人の投資主名簿に記載又は記録された投資主を対象に優待券を送付していた。この優待券は投資口1口につき1枚配布され、優待券を提示することにより星野リゾートグループが運営する一部の施設で割引を受けられた。
2014年11月現在、投資主優待制度を導入しているJ-REITは本投資法人、ジャパン・ホテル・リート投資法人と大和ハウス・レジデンシャル投資法人の3つのみであった。その後、株主優待制度を導入する投資法人が増えている。
この優待は「株主への公平な利益還元」を理由に2016年に廃止が発表され、2017年2月1日付で廃止された。